# Gjusgrund, Uppland
Gjusgrund är en sjö i Östhammars kommun i Uppland och ingår i Olandsån-Skeboåns kustområde.